# Trojlodí

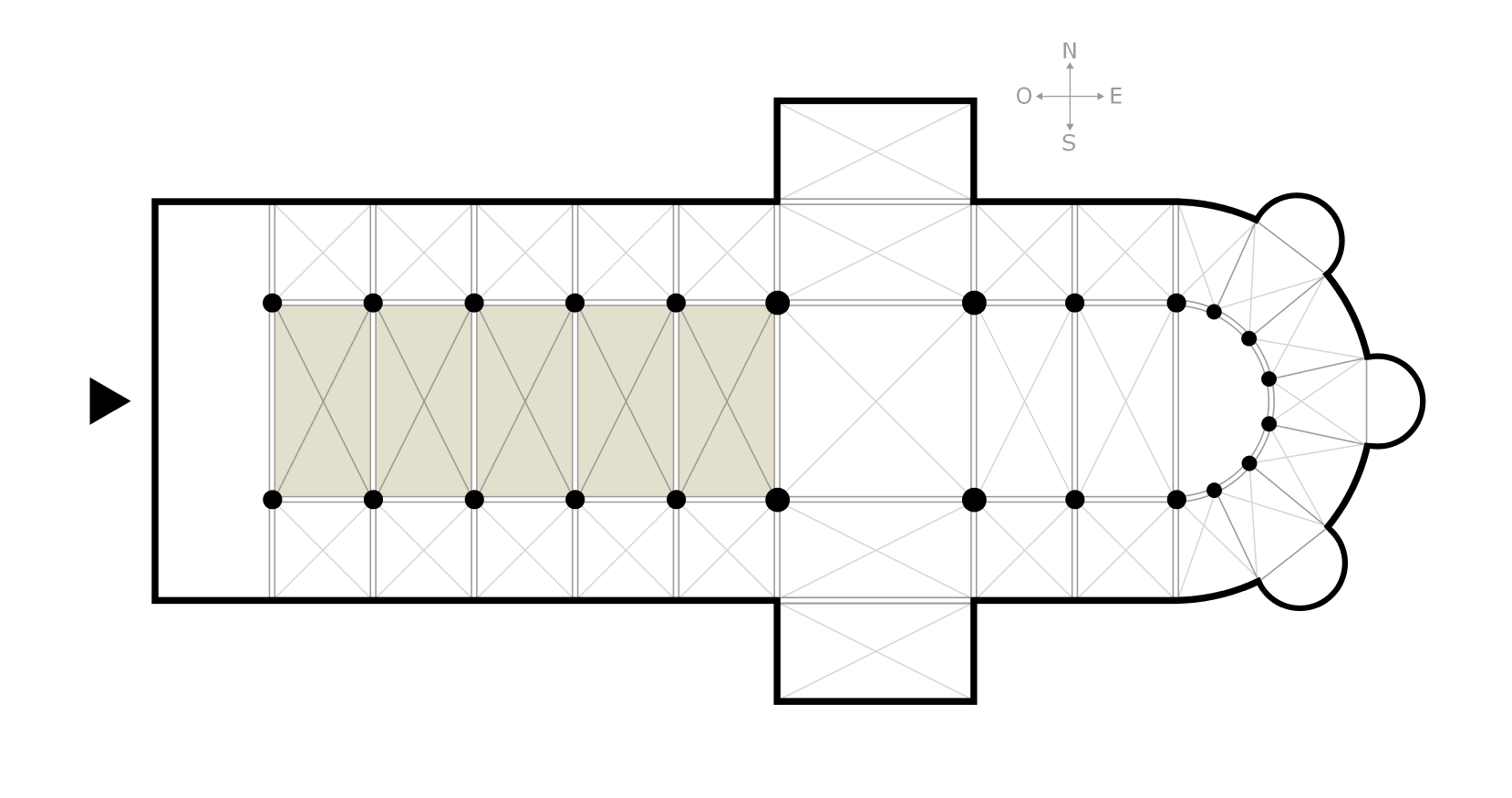
Schéma trojlodního kostela. Hnědě je vyznačena hlavní chrámová loď, po jejích stranách jsou lodě boční

Trojlodí je prostor, který je zaklenut třemi řadami kleneb. Zpravidla je rozdělen dvěma řadami sloupů či pilířů, tvořících arkády. 
Pokud je hlavní loď vyšší než boční lodě a v horní části stěny (nad arkádami) jsou prolomena okna, označuje se kostel jako bazilika a jedná se o tzv. bazilikální uspořádání. V tomto případě má termín bazilika odlišný význam v architektuře a v kanonickém právu. Pokud není hlavní loď vyšší o takový úsek zdiva, aby bylo možné (vzhledem k existenci krovů nad bočními loděmi) prolomit okna, hovoří se o nepravé bazilice či pseudobazilice. 

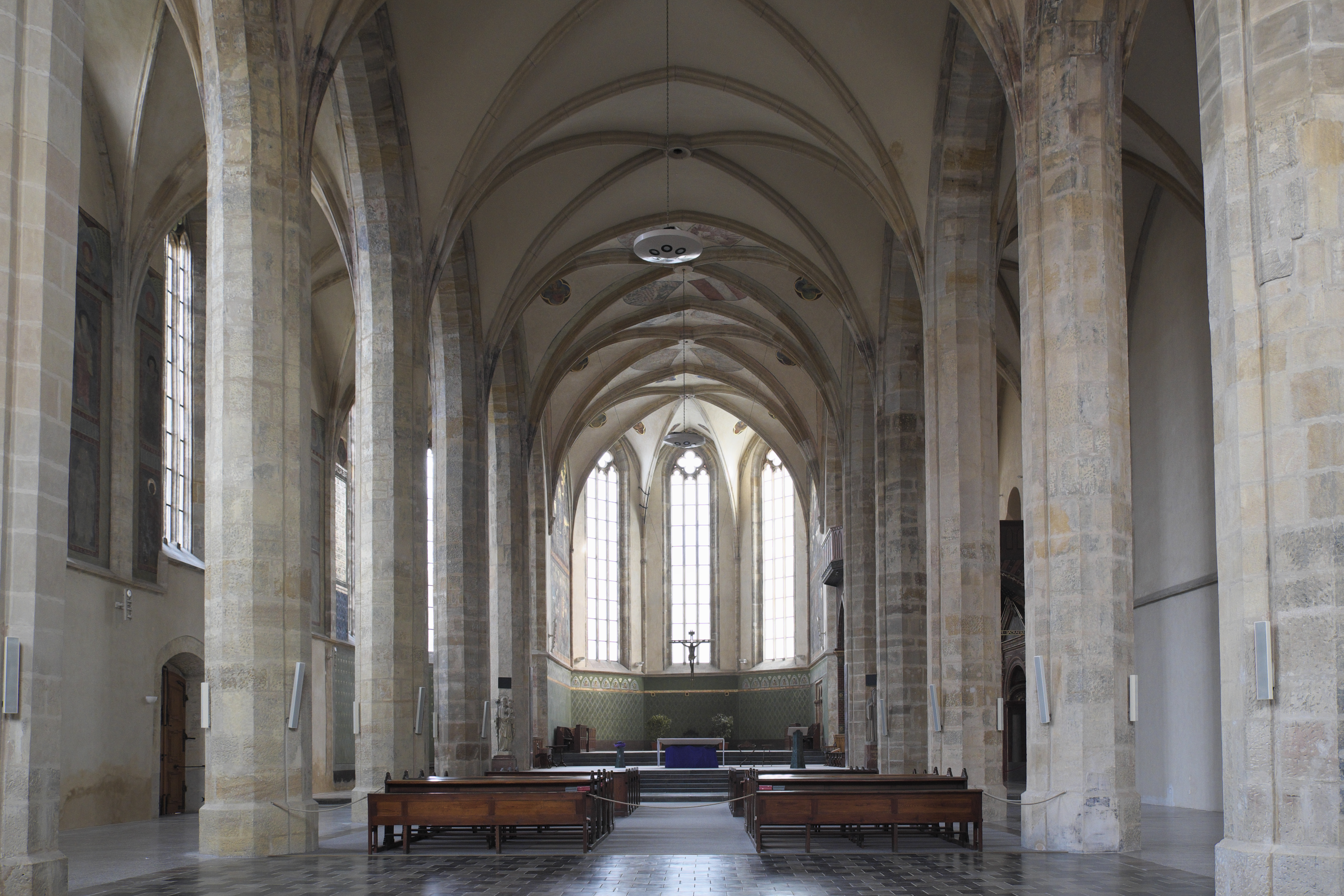
Halové trojlodí emauzského kostela v Praze

Má-li prostor tři stejně vysoké lodě (časté u pozdněgotických kostelů), nazývají se síňové trojlodí. Příkladem je kostel sv. Víta v Českém Krumlově.

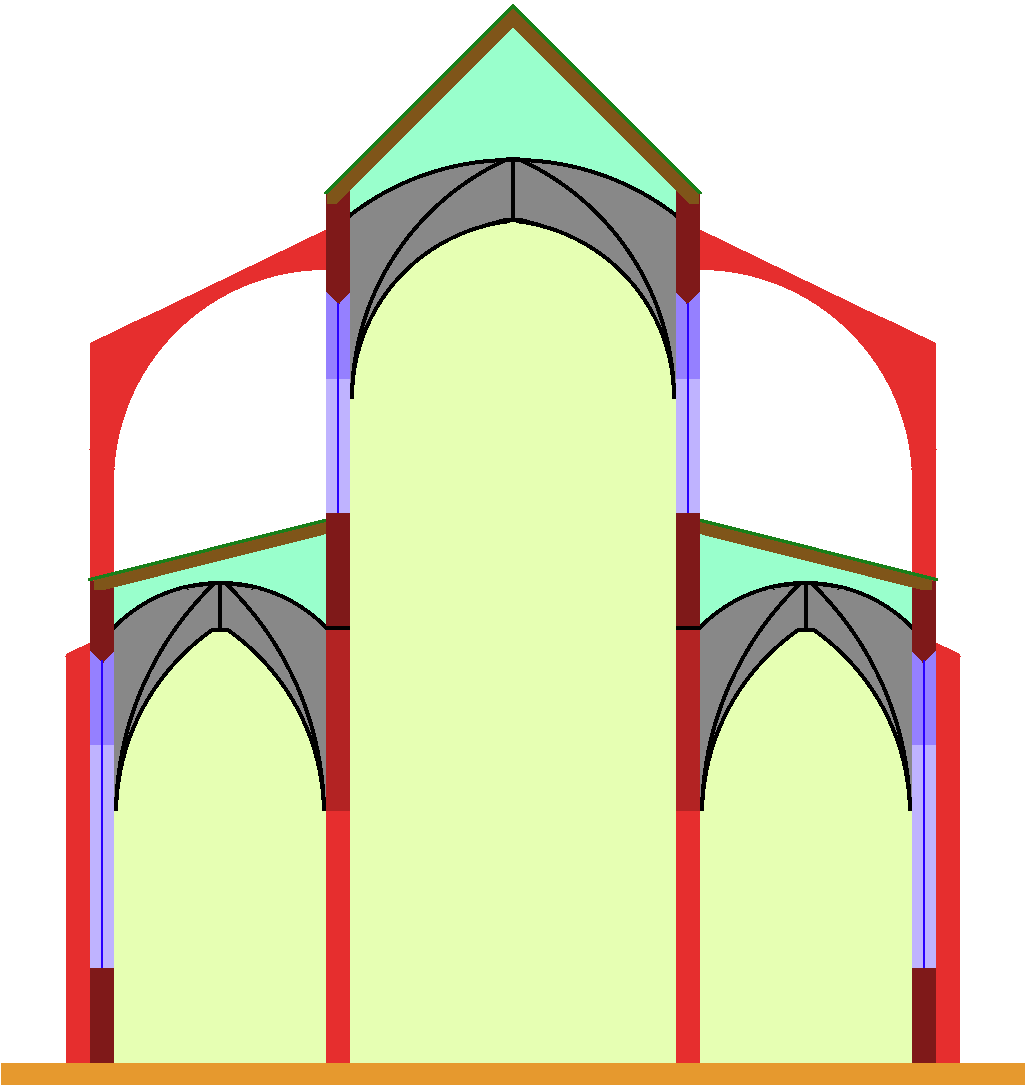
Bazilikální trojlodí
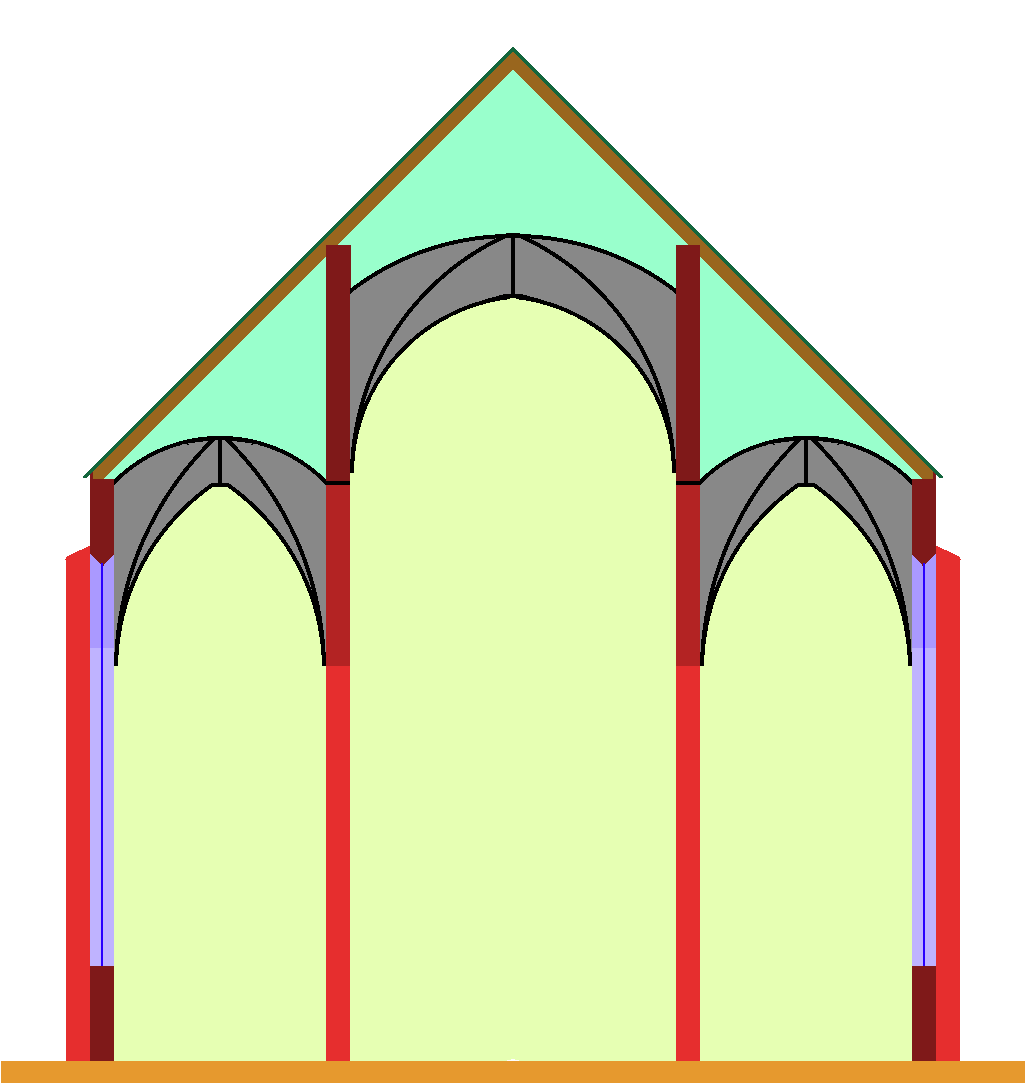
Pseudobazilikální trojlodí
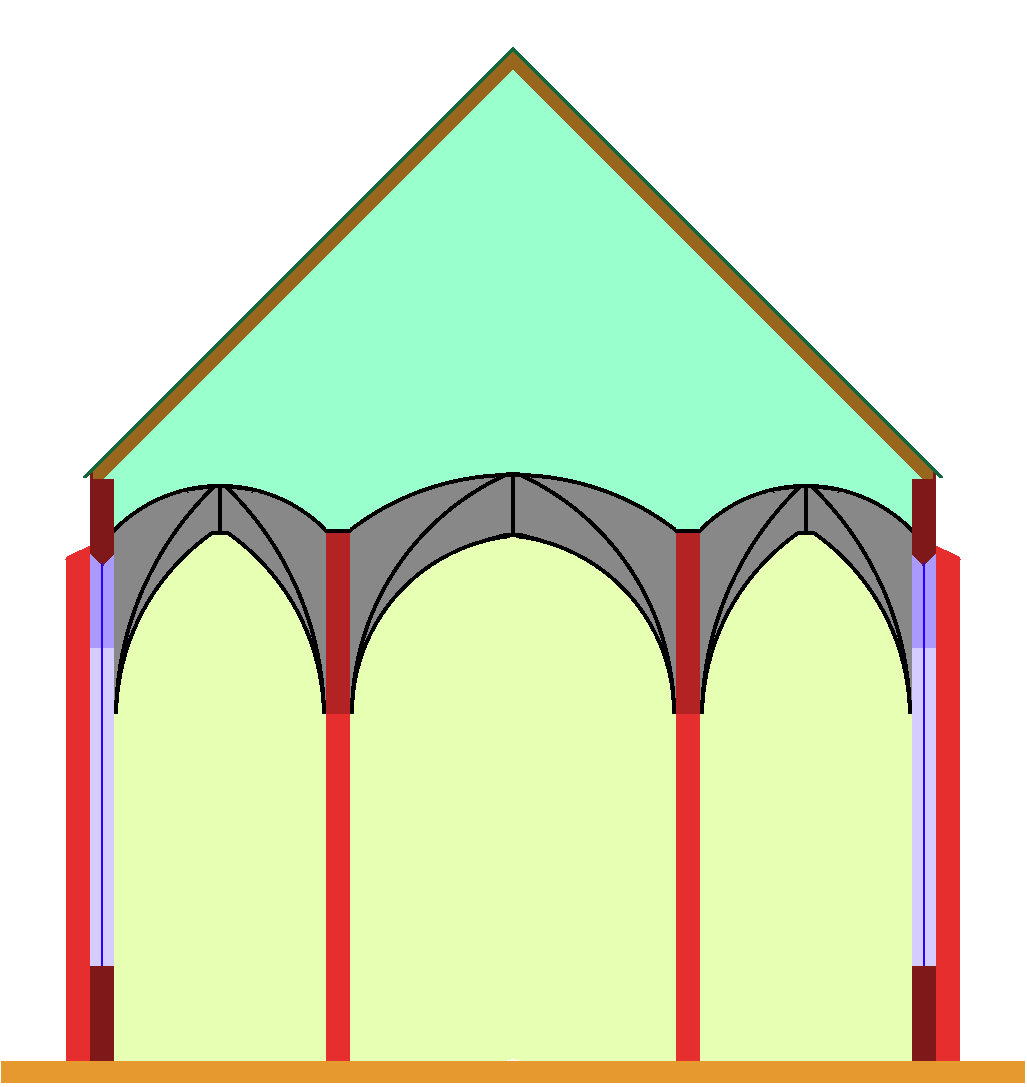
Halové (síňové) trojlodí